# Il Volo

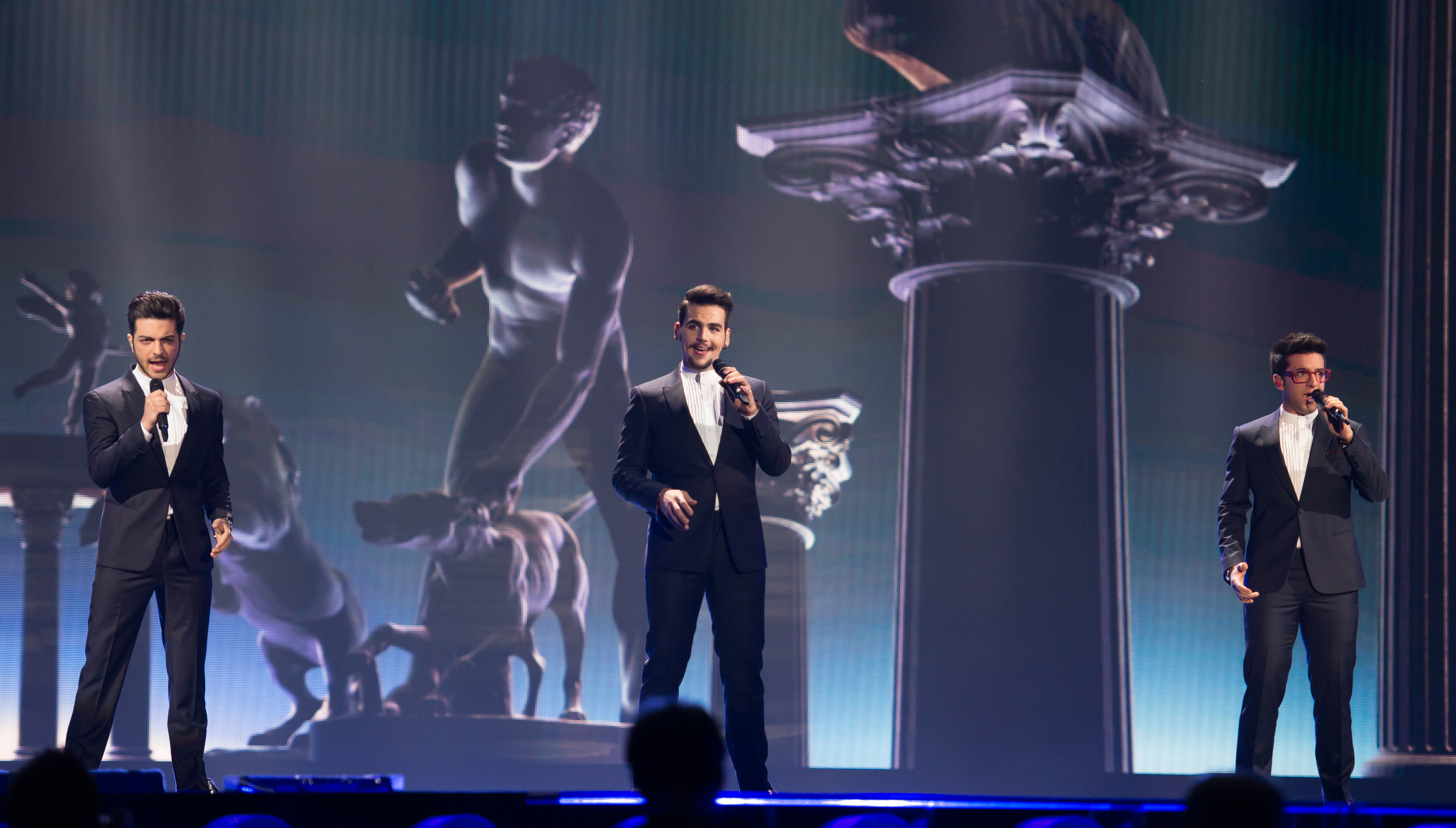
Il Volo actuant al Festival d'Eurovisió del 2015.

Il Volo (en català El Vol) és un grup de música de pop líric format pel trio de cantants italians masculins Piero Barone, Ignazio Boschetto i Gianluca Ginoble.
Interpreten temes clàssics italians, cançons pop en castellà, anglès, francès, alemany i italià. Acostumen a cantar balades entre un repertori compost per melodies interpretades amb cant líric. Van guanyar el Festival de la Cançó de Sant Remo el 2015 i van estar a punt de guanyar també el Festival d'Eurovisió de 2015, on van interpretar la cançó "Grande Amore" (Gran Amor), que els va valdre la tercera posició, tot i que van estar-se disputant la victòria amb Suècia i Rússia.
Gianluca Ginoble va néixer l'11 de febrer del 1995 a Roseto degli Abruzzi (província de Teramo), a la regió centra d'Itàlia, i va créixer a Montepagano. Piero Barone, per la seva part, va néixer el 24 de juny del 1993, a Naro, prop d'Agrigento (Sicília). Ignazio Boschetto va néixer a Bologna, Emilia Romagna, el 4 d'octubre del 1994, però ha crescut a Marsala, Sicília. Tots tres van començar la seva carrera el 2009 gràcies a haver-se conegut a la segona edició de la competició musical Ti Lascio Una Canzone, programa retransmès per la televisió italiana RAI.
L'àlbum més recent és un tribut dedicat a Ennio Morricone titulat Il Volo Sings Morricone i va ser llançat el 2021.

## Discografia
- Il Volo (2010)
- We Are Love (2012)
- Buon Natale (2013)
- L'amore si muove (2015)
- Ámame (2018)
- Musica (2019)
- Il Volo Sings Morricone (2021)

## Gires
- 2011 - Il Volo North American Tour 2011
- 2011 - Il Volo European Tour 2011
- 2012 - Il Volo South American Tour 2012
- 2012 - Il Volo Takes Flight Tour
- 2012 - Barbra Live - Special guests Chris Botti and Il Volo
- 2013 - We Are Love Tour
- 2013 - Más que amor Tour
- 2014 - US & Canada Summer Tour 2014
- 2015 - Tour italiano 2015